# Vila Closa d'Altafulla
Vila Closa d'Altafulla, declarada bé cultural d'interès nacional, és l'antic nucli medieval emmurallat del municipi d'Altafulla, del qual la primera referència històrica data de la segona meitat del segle xi.
Els edificis de la vila d'Altafulla es reparteixen entre tres nuclis, la vila closa, els ravals, i les urbanitzacions. La vila closa, és constituïda pel conjunt medieval tancat per restes de muralla, torres i portals, remodelat després de la guerra dels Segadors, i durant el segle xviii.
El conjunt històric d'Altafulla presenta una forma irregular, clarament allargassada en direcció Nord-Sud, i esbiaixada en direcció Est-Oest. Es desenvolupa sobre el turó de 52 m i desborda pel seu vessant de mar.
Entre les edificacions en destaquen el castell, transformat en una fortalesa-palau, així com nombroses casals senyorials, moltes decorades amb finestrals d'estil renaixentista i barroc, o l'església neoclàssica de Sant Martí.

## Descripció
La vila d'Altafulla es troba al vessant sud-oriental d'un turó de 52 m d'altitud i al costat de la carretera de Barcelona a Tarragona. Pertany al partit judicial del Vendrell, i el seu terme limita al nord amb els de la Nou de Gaià i la Pobla de Montornès, a l'est amb el de Torredembarra, a l'oest amb els de la Riera de Gaià i Tarragona -antigament Tamarit de mar- i al sud amb la mediterrània, mitjançant la platja, estesa des del cap Gros fins prop de la Roca de Gaià.
Els edificis de la vila d'Altafulla es reparteixen entre tres nuclis, la vila closa, els ravals, i les urbanitzacions. La vila closa, és constituïda pel conjunt medieval tancat per restes de muralla, torres i portals, remodelat després de la guerra dels Segadors, i durant el segle xviii. Per les seves característiques morfològiques arquitectòniques i constructives, Altafulla és un nucli urbà que manté avui la configuració setcentista. El conjunt arquitectònic destaca per l'harmonia i qualitat de les seves places, carrers i edificis. La primacia de les construccions civils recau en el castell senyorial, el qual presenta un estat de conservació perfecte gràcies al fet d'haver estat habitat i d'haver-se reconstruït en alguns aspectes. El conjunt, a causa de les troneres, garites i merlets té un ple caràcter de fortalesa. L'interior del castell ha sofert modificacions en el decurs dels segles; tanmateix disposa d'un pati interior amb una bellíssima galeria renaixentista.
L'església parroquial de Sant Martí d'Altafulla es bastí entre el 1701 i el 1705. És d'estil neoclàssic, planta en creu llatina i tres naus. El conjunt és coronat per una espadanya, actualment buida. A la dreta de la façana s'alça el campanar, inacabat, de planta i tres cossos; la planta i el primer cos quadrats, i el segon si tercer vuitavats.
Altres edificis d'interès d'Altafulla són la rectoria, la casa de la vila, i les cases de la Mare de Déu, l'Hospital, Yxart, Robert, Gatell i Cabestany.

## Història
L'origen de l'actual vila d'Altafulla és medieval. La data exacta de l'establiment de colons cristians al turó d'Altafulla és difícil de precisar, però la colonització era un fet a la segona meitat del segle xi, atès que el 13 de gener de 1059 el castell d'Altafulla apareix esmentat en la segona donació de Tamarit a Bernat de Claramunt com a "Castrum Altafoli". La primera donació va ser a Sunyer. Una nova menció del terme i del castell es troba en el document datat el 23 de juliol de 1066, d'adjudicació a Puigperdiguers-Montornés a Ramon Trasunyer i a la seva muller Rotlenda.
Altafulla passà a mans de la família Requessens a principis del segle xiv, que la posseí fins al 1472, data en què Lluís de Requessens i de Cardona la vengué, conjuntament amb la Nou de Gaià, al seu cosí Pere de Castellet i de Requessens, i romangué en mans dels seus successors fins que l'adquirí, entre 1669 i el 1673, el reusenc Francesc de Montserrat i Vives, primer marquès de Tamarit. Els seus descendents, els Suelves, retingueren la jurisdicció altafullenca fins a l'extinció de les senyories.
Durant la primera Guerra Carlina i des del començament es declarà contrària al carlisme i, fins al 1835, es veié lliure dels tropells de les partides faccioses. Gràcies a la seva situació geogràfica passà menys tribulacions que altres pobles de les comarques tarragonines i el seu nucli urbà no experimentà altres destruccions que les provocades per tal de posar-lo en estat de defensa. Amb tot, les disbauxes de les guerres carlines li impediren de millorar la situació econòmica, fins al darrer terç del segle xix, en què la destrucció de les vinyes franceses a causa de la fil·loxera feu experimentar una puja fabulosa dels productes vinícoles.